# Caulibugula longirostrata
Caulibugula longirostrata är en mossdjursart som beskrevs av Liu 1985. Caulibugula longirostrata ingår i släktet Caulibugula och familjen Bugulidae. Inga underarter finns listade i Catalogue of Life.